# حبيل قراعة (السبرة)

تعديل مصدري - تعديل

حبيل قراعة محلة تابعة لقرية القفل، التابعة لعزلة عينان بمديرية السبرة إحدى مديريات محافظة إب في الجمهورية اليمنية.، بلغ تعداد سكانها 31 حسب تعداد اليمن لعام 2004.